# هاكه كينكوب
هاكه جوتفريد كينكوب (3 أغسطس 1941 - 4 فبراير 2024) هو سياسي ناميبي شغل منصب الرئيس الثالث لناميبيا من 21 مارس 2015 حتى وفاته في 4 فبراير 2024. كان كينكوب أول رئيس وزراء لناميبيا من 1990 إلى 2002، و شغل منصب رئيس الوزراء مرة أخرى من عام 2012 إلى عام 2015. وبين عامي 2008 و2012 شغل كينكوب منصب وزير التجارة والصناعة. كما شغل منصب رئيس حزب سوابو الحاكم منذ نوفمبر 2017 حتى وفاته في فبراير 2024.
انتخب كينكوب في نوفمبر 2014 رئيسًا لناميبيا بأغلبية ساحقة. وفي نوفمبر 2017، أصبح الرئيس الثالث لسوابو بعد فوزه بفارق كبير في المؤتمر السادس للحزب. بدأ كينكوب في أغسطس 2018 فترة ولاية مدتها عام واحد كرئيس لمجموعة تنمية الجنوب الأفريقي.

## حياته
ولد كينكوب في أوتجيوارونجو، جنوب غرب أفريقيا (ناميبيا الحالية)، في عام 1941. تلقى تعليمه المبكر في أوتافي في جنوب غرب أفريقيا في ظل نظام تعليم البانتو [الإنجليزية] . التحق مدرسة أوغسطينوم الثانوية [الإنجليزية] في عام 1958، وهي المدرسة التي تعلم فيها العديد من الشخصيات السياسية البارزة الحالية في ناميبيا. وفي عام 1960، طُرد من المدرسة لمشاركته في مسيرة احتجاجية على سوء نوعية التعليم. ومع ذلك، قُبل مرة أخرى وأنهى دورة تدريب المعلمين في عام 1961. وبعد ذلك، تولى منصب التدريس في مدرسة تسوميب الابتدائية في وسط ناميبيا، ومع ذلك، قرر في النهاية عدم مواصلة التعليم داخل ناميبيا، حيث شعر بعدم الرضا كمدرس مجبر على الالتزام بنظام تعليم البانتو.
تعلم في جامعة ليدز، وتحصل منها على دكتوراة في الفلسفة، وتعلم في جامعة فوردهام، وتعلم في جامعة تمبل، وتعلم في ذا نيو سكول.

## الوفاة
توفي هاكه كينكوب في 4 فبراير 2024 عن عمر ناهز الثانية والثمانين، بعد إعلان فريقه الطبي اكتشاف خلايا سرطانية في جسده.

## جوائز
حصل على جوائز منها:
- Order of the Most Ancient Welwitchia Mirabilis  [لغات أخرى]‏
- نيشان الاستحقاق الوطني لكارلوس مانويل دي سيسبيديس [الإنجليزية]‏
- وسام السعفات الأكاديمية من رتبة ضابط

## روابط خارجية
- هاكه كينكوب على موقع IMDb (الإنجليزية)
- هاكه كينكوب على موقع الموسوعة البريطانية (الإنجليزية)
- هاكه كينكوب على موقع مونزينجر (الألمانية)